# Мост Хенераль-Артигас
Мост Хенара́ль-Арти́гас (исп. Puente General Artigas), также именуемый просто «мост  Арти́гас» (исп. Puente Artigas) — пограничный автомобильный мост через реку Уругвай, соединяет аргентинский город Колон с уругвайским Пайсанду. Общая длина моста составляет 2350 м, длина основного пролёта — 140 м. Был открыт 10 декабря 1975 года президентом Аргентины И. Перон.
Название дано в честь Хосе Хервасио Артигаса, который в начале XIX века освободил территорию современного Уругвая от иностранного владычества и считается одним из провозвестников уругвайской государственности.